# Должицы (Плюсский район)
До́лжицы — деревня в Плюсском районе Псковской области. Входит в городское поселение Плюсса.

## География
Деревня расположена на берегу реки Должанка (левый приток Чёрной), в 20 км к северо-западу от районного центра — посёлка Плюсса. В 3 км к западу от деревни находится озеро Долгое.

## Население
| 2001 | 2002 | 2010 |
| ---- | ---- | ---- |
| 326  | ↘282 | ↘205 |

Численность населения деревни составляла 326 жителей по оценке на конец 2000 года

## История
Первое упоминание о деревне находится в платёжной книге 7006 (1497/98) года.

«Великого князя деревня Должыци Игнатовская Костянтинова да Ивашковская Ескина, соха, а оброку и за хлеб полтина Ноугородцкая, опроче обежного, а корму 13 денег с четверетцею.»— [РГАДА, Ф.137, Оп.1, Новгород, №2-В]; опубликовано: "Новгородские писцовые книги, изданные Археографической комиссией." Т.V. Редактор Богоявленский С.К. СПб. 1905. Текст приведён по редакции данного издания.
До 1 января 2006 года деревня входила в состав ныне упразднённой Должицкой волости в качестве её административного центра. До 2015 года — входила в Плюсскую волость, до 1995 года — в Плюсский сельсовет.

## Галерея
- местное образовательное учреждение
- зерноток
- озеро